# Johannes Mildbraed
Gottfried Wilhelm Johannes Mildbraed, né le 19 décembre 1879 à Jahnsfelde (Müncheberg) et mort le 24 décembre 1954 à Berlin, est un explorateur et botaniste allemand, spécialiste de la flore d'Afrique centrale, collaborateur du musée botanique de Berlin-Dahlem.

## Éléments biographiques
En 1907-1908 et en 1910-1911, Mildbraed accompagne les expéditions allemandes en Afrique centrale, dirigées par Adolphe-Frédéric de Mecklembourg. Il est nommé conservateur du musée botanique de Berlin en 1913. Il est spécialiste  des Bryophytes et des ptéridophytes, et l'auteur d'une monographie sur les stylidiacées publiée en 1908.
Ses récoltes sont conservées notamment dans l'herbier de l'université de Hambourg. 

## Œuvres
- Wissenschaftliche Ergebnisse der Deutschen Zentral-Afrika-Expedition 1907-1908 unter Führung Adolf Friedrichs, Herzogs zu Mecklenburg. Band II, Botanik. Leipzig, 1910-1914, [lire en ligne].
- Wissenschaftliche Ergebnisse der Zweiten Deutschen Zentral-Afrika-Expedition 1910-1911 unter Führung Adolf Friedrichs, Herzogs zu Mecklenburg. Band II, Botanik. Leipzig, 1922, [lire en ligne].
- « Neue und seltene Arten aus dem südlichen Ostafrika (Tanganyika-Territ. Mandat) leg. H.J. Schlieben ». (Série d'articles publiés dans Notizblatt des Botanischen Gartens und Museums zu Berlin).

## Hommages

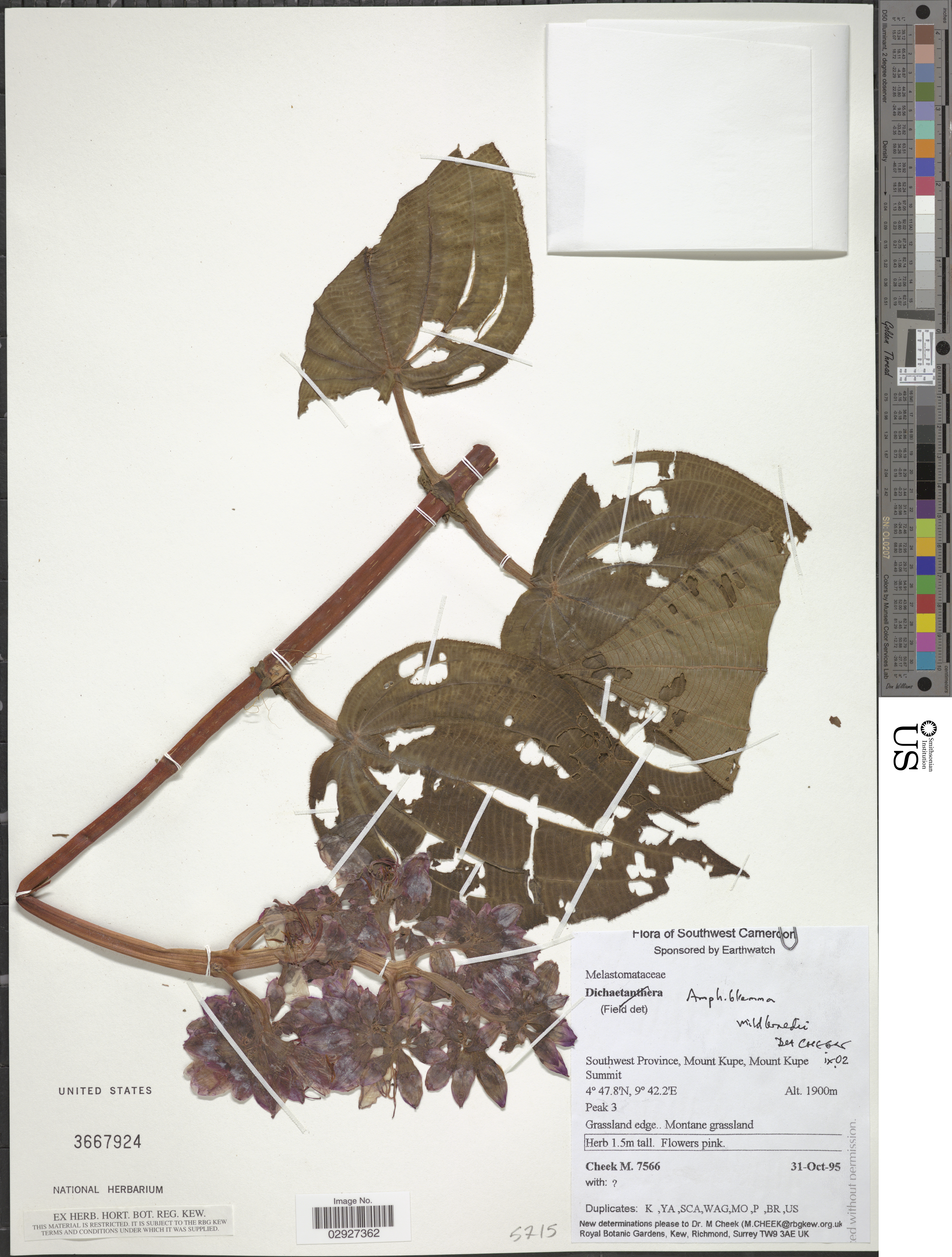
Amphiblemma mildbraedii, l'un des nombreux taxons qui lui rendent hommage.

Plusieurs taxons lui rendent hommage, notamment : Amorphophallus mildbraedii, Amphiblemma mildbraedii, Begonia mildbraedii, Brachystegia mildbraedii, Clerodendrum mildbraedii, Deschampsia mildbraedii, Embelia mildbraedii, Xylopia mildbraedii ; Mildbraedia (en) Pax, Mildbraedia balboana, Mildbraedia carpinifolia (en), Mildbraediochloa Butziet et Mildbraediodendron Harms.